# いじわる Crazy love
「いじわる Crazy love」（いじわる クレイジーラブ）は、THE ポッシボーの10枚目のシングル。2008年8月6日にTN-mixから発売された。

## 解説
- メジャー第二弾シングル。
- 初回生産限定盤と通常盤の2形態でリリースされ、初回生産限定盤には「いじわる Crazy love」のミュージック・ビデオなどを収録したDVDが同梱されている。

## 収録曲

### 初回生産限定盤
1. いじわる Crazy love
作詞・作曲：つんく、編曲：平田祥一郎
2. 恋のRung Rung パラダイス
作詞・作曲：つんく、編曲：高橋諭一
3. いじわる Crazy love（Instrumental）
4. 恋のRung Rung パラダイス（Instrumental）

#### 初回生産限定盤付属DVD
1. いじわる Crazy love（MUSIC CLIP）
2. メイキング映像
3. いじわる Crazy love（おまけ/歌詞あり）

### 通常盤
1. いじわる Crazy love
2. 恋のRung Rung パラダイス
3. Dream More Dreams! / NICE GIRL プロジェクト!
作詞・作曲：つんく、編曲：鈴木Daichi秀行
4. いじわる Crazy love（Instrumental）
5. 恋のRung Rung パラダイス（Instrumental）
6. Dream More Dreams!（Instrumental）

## タイアップ
いじわる Crazy love
- テレビ東京系列『アニソンぷらす』7月-9月オープニングテーマ
- music.jp 8局ネット『歌ホリ♪』8月度オープニングテーマ

恋のRung Rung パラダイス
- 任天堂・ニンテンドーDS用音楽ゲーム「リズム天国ゴールド」挿入歌